# Saint-Léon-sur-Vézère
Saint-Léon-sur-Vézère település Franciaországban, Dordogne megyében. Lakosainak száma 430 fő (2022. január 1.). Saint-Léon-sur-Vézère Fanlac, Peyzac-le-Moustier, Thonac, Sergeac, Fleurac és Plazac községekkel határos.

## Népesség
A település népessége az elmúlt években az alábbi módon változott:
| Lakosok száma | 345  | 390  | 427  | 434  | 429  | 428  | 425  | 416  | 421  | 430  |
|               | 1968 | 1982 | 1990 | 2006 | 2013 | 2015 | 2017 | 2019 | 2020 | 2022 |